# Свертушка маскова
Све́ртушка маскова (Poospiza hispaniolensis) — вид горобцеподібних птахів родини саякових (Thraupidae). Мешкає в Еквадорі і Перу.

## Опис

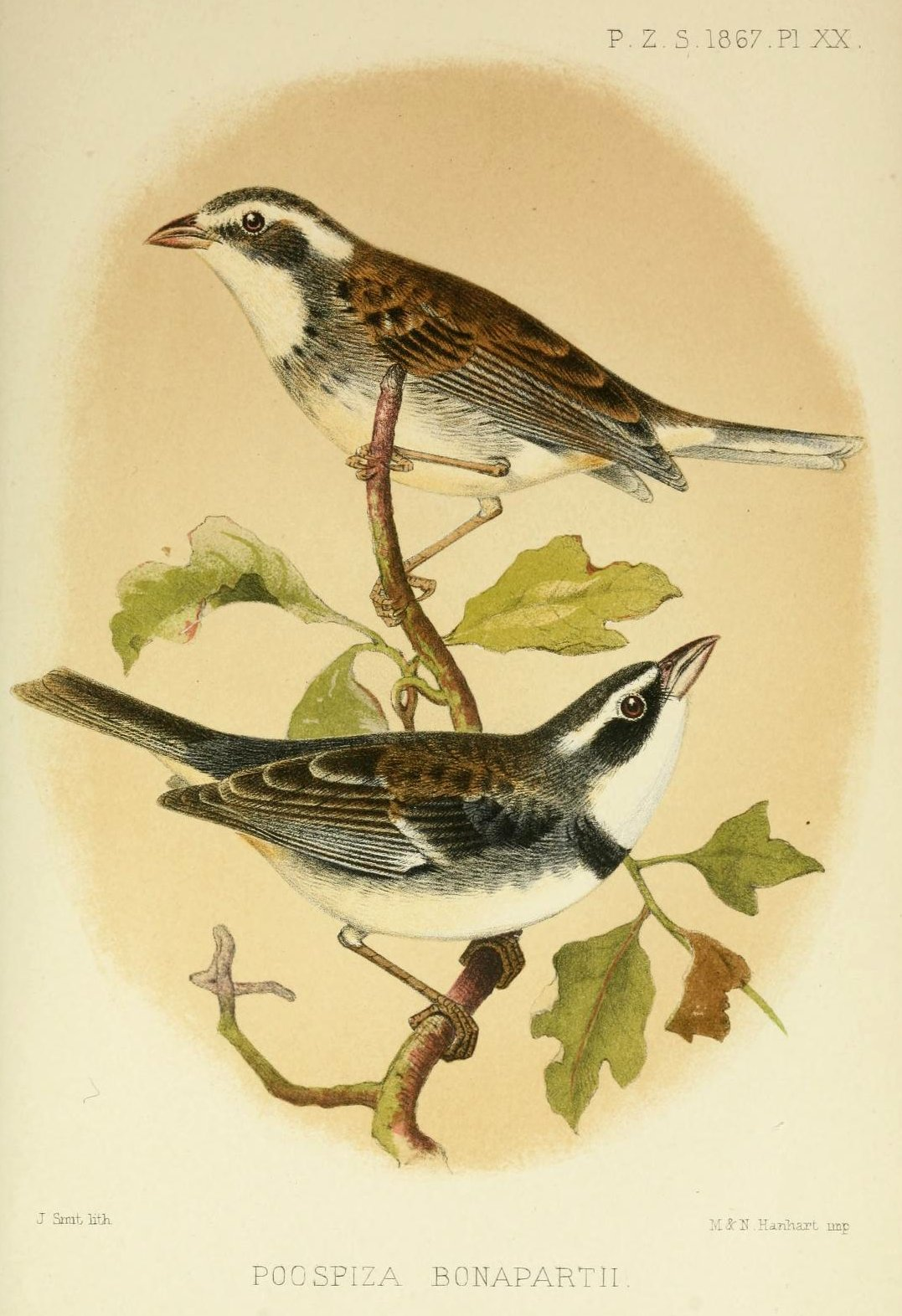
Маскові свертушки (самиця зверху, самець знизу)

Довжина птаха становить 13,5 см. Виду притаманний статевий диморфізм. У самців тім'я чорнувате, над очима широкі білі "брови", на обличчі чорна "маска", яка сполучається з потилицею. Нижня частина тіла біла або жовтувато-біла, боки темно-сірі, на грудях сірий або чорнуватий "комірець". Забарвлення самиці переважно коричнювате, груди жовтуваті або кремові, поцятковані темними смужками, над очима білі "брови", на обличчі темна "маска", Дзьоб короткий, конічкої форми, знизу міцніший. Лапи рожеві або оранжеві.

## Поширення і екологія
Маскові свертушки поширені на тихоокеанському узбережжі на південному заході Еквадору (на південь від Манабі) та на заході Перу (на південь до Арекіпи). Вони живуть в сухих і вологих чагарникових заростях, у високогірних чагарникових заростях та на полях, часто поблизу води. Зустрічаються на висоті до 2900 м над рівнем моря, переважно на висоті до 1400 м над рівнем моря. Живляться переважно комахами, яких шукають серед густої рослинності.